# خیابان وحدت اسلامی (تهران)

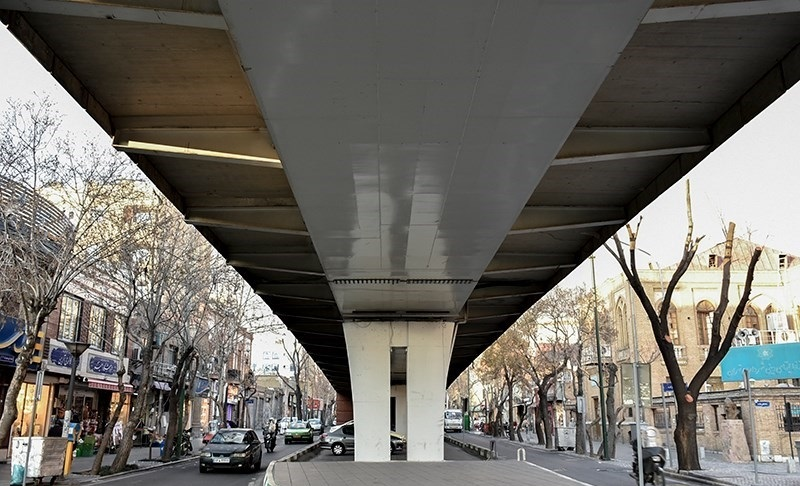
نمایی از زیر پل ابوسعید خیابان وحدت اسلامی

خیابان وحدت اسلامی (نام پیشین: خیابان شاهپور)  یکی از قدیمی‌ترین خیابان‌های تهران است.
این خیابان از میدان حسن‌آباد تا خیابان شوش کشیده شده‌است و دربرگیرنده اماکنی چون پارک شهر، بازار میوه و تره بار، میدان وحدت اسلامی (میدان شاهپور سابق)، پلیس آگاهی فراجا، بیمارستان پوست رازی، خیابان باقری (تهرانچی قدیم، سرهنگ هوشیار)، همسایگی با محلهٔ قدیمی سنگلج، خیابان مختاری (بازار محلی) و محلهٔ تختی (خانه غلامرضا تختی در این محل بود) است.
خیابان وحدت اسلامی از شاهراه‌های اصلی تهران به‌شمار می‌رود، تا جایی که گهگاه اتوبوس‌های برون‌شهری پایانه آرژانتین (بیهقی) از این خیابان برای خروج از تهران استفاده می‌کنند.
خیابان وحدت اسلامی از شمال به جنوب یک طرفه می‌باشد و مسیر مقابل آن تنها با اتوبوس در خط ویژه قابل دسترسی است. مقصد اتوبوسهای خط ویژه به سمت شمال پایانه فیاض بخش (پارک شهر، میدان هفت تیر و میدان ولیعصر است.
خیابان وحدت اسلامی از آغاز تا پایان در محدوده طرح ترافیک قرار گرفته‌است؛ انتهای این خیابان که به خیابان شوش ختم می‌شود از محدوده طرح ترافیک خارج و وارد محدوده زوج و فرد می‌شود.
تنها ایستگاه مترو موجود در این خیابان در شمالی‌ترین نقطه آن یعنی میدان حسن‌آباد واقع شده‌است. البته ایستگاه‌های متروی شوش، میدان راه‌آهن، مولوی، خیام، منیریه، پانزده خرداد (بازار تهران) و امام خمینی هم نزدیک این خیابان هستند.
لازم است ذکر شود که از شمال بعد از میدان حسن‌آباد خیابان وحدت اسلامی تبدیل به خیابان حافظ می‌شود.

## نام‌های پیشین
در نقشهٔ تهران به تاریخ ۱۳۰۹ ه‍.ق (۱۲۷۰ ه‍.خ) بخشی از این خیابان که در محدودهٔ حصار ناصری قرار گرفته به چهار نام خوانده می‌شده است:
خیابان بهجت‌ آباد: از تقاطع خیابان انقلاب کنونی تا تقاطع خیابان امام خمینی کنونی (سپه)
خیابان مسجد آقا شیخ هادی: از تقاطع خیابان امام خمینی کنونی (سپه) تا تقاطع خیابان اسدی‌منش (البرز)
خیابان نصرت‌الدوله: از تقاطع خیابان اسدی‌منش (البرز) تا تقاطع خیابان شیخ بهایی
خیابان قوام‌الدوله: از تقاطع خیابان شیخ بهایی تا تقاطع خیابان مولوی
از تقاطع خیابان مولوی رو به جنوب مطابق این نقشه خیابانی نبوده است.

## اهالی معروف
1. احمد کسروی، تاریخ‌نگار، زبان‌شناس، پژوهش‌گر و وکیل دادگستری.[۳]
2. سید محمود حسابی[۴]
3. علی نصیریان
4. غلامرضا تختی